# Prebende
Prebende (medeltidslat. præbenda "kosthåll", av lat. præbeo "erbjuda", "skänka") var ett godsinnehav i form av gårdar eller andra ägor vars inkomst användes till att betala lönen för en viss befattning inom kyrka eller skola som inte var kopplade till pastoratet självt. Efter reformationen, då alla prebenden drogs in till kronan användes det främst om prebendepastorat, ett pastorat vars tionde var avsett att bekosta sådana befattningar.
De olika prebendepastoraten hörde till en huvudtjänst, och tillsattes därför genom att någon fick huvudtjänsten och inte genom särskild ansökan eller tillsättning.
Benämningen har uppkommit av att inkomster från vissa församlingar anvisades till gemensamt underhåll åt munkar och klerker (præbenda quotidiana in refectorio ad majorem mensam) och sedermera anslogs till underhåll åt kaniker var för sig. Efter reformationen bibehölls prebenden åt biskopar och domkapitelsledamöter i Sverige, och tilldelades sedermera även teologie adjunkter vid universiteten samt några andra kyrkliga ämbets- och tjänstemän, via Uppsala universitets privilegier. Det innebar till exempel att Skånings-Åsaka församling var prebende åt biskopen i Skara och att Stora Kils pastorat var prebende åt biskopen i Karlstad, båda ganska nära sina respektive stiftsstäder. Så småningom fick även professorer utanför teologiska fakulteter prebenden som löneförbättring, om de först lät prästviga sig.
Prebendepastoratens antal blev senare betydligt reducerat, och från år 1910 fanns sådana förenade endast med biskopsämbetena (med undantag för det 1904 bildade Luleå), de teologiska professurerna i Uppsala och Lund (med ett undantag för vardera platsen) samt med fyra teologie lektorsbefattningar (i Västerås, Växjö, Karlstad och Härnösand). Dessa avskaffades 1921–1923. Domprosttjänsterna i Uppsala och Lund var också undantagna, och förblev prebenden åt professorerna i praktisk teologi till och med 1941. Även kyrkoherdetjänsten i Visby utgjorde prebende till biskopen av Visby till och med 1986. Som längst levde alltså prebendeinstitutionen kvar i Visby.